# Scymnus lacustris
Scymnus lacustris är en skalbaggsart som beskrevs av Leconte 1850. Scymnus lacustris ingår i släktet Scymnus och familjen nyckelpigor. Inga underarter finns listade i Catalogue of Life.